# Langlaufen op de Olympische Winterspelen 2006
Langlaufen is een van de sporten die beoefend werden tijdens de Olympische Winterspelen 2006 in Turijn.

## Programma
| Datum       | Mannen                       | Vrouwen                      |
| ----------- | ---------------------------- | ---------------------------- |
| 12 februari | 15 + 15 km achtervolging     | 7,5 + 7,5 km achtervolging   |
| 14 februari | Teamsprint (klassieke stijl) | Teamsprint (klassieke stijl) |
| 16 februari |                              | 10 km klassieke stijl        |
| 17 februari | 15 km klassieke stijl        |                              |
| 18 februari |                              | 4x5 km estafette             |
| 19 februari | 4x10 km estafette            |                              |
| 22 februari | Sprint 1,5 km (vrije stijl)  | Sprint 1,5 km (vrije stijl)  |
| 24 februari |                              | 30 km massastart vrije stijl |
| 26 februari | 50 km massastart vrije stijl |                              |

## Mannen

### 30 kilometer achtervolging
| Titelverdedigers | Thomas Alsgaard | Noorwegen |
|                  | Frode Estil     | Noorwegen |
| ---------------- | --------------- | --------- |

Vrijwel de gehele wedstrijd bleven alle favorieten dicht bij elkaar. Tijdens de eerste 15 kilometer, waar er op de klassieke manier werd gelanglaufd kwamen de eerste 30 atleten binnen 5 seconden van de koploper door. Ook na de wissel van de latten was er nog niet veel veranderd en begon de vrije stijl met een grote groep.
In die groep was de Duitser Tobias Angerer de grote favoriet vanwege zijn sterke eindsprint. De grootste verrassing was de Kazach Maxim Odnodvortsev die nog nooit bij een wedstrijd in de top 20 was gekomen. In de laatste kilometers namen de Italianen het heft in handen. Giorgio Di Centa en Pietro Piller Cottrer gingen in de aanval, maar werden bijgehaald door Anders Södergren en Frode Estil.
Estil kwam vlak na de start op een behoorlijke achterstand nadat hij in de knoop raakte met een tegenstander en zijn ski brak. Na een wissel van zijn ski keerde hij terug in de groep. De wedstrijd liep uit op een sprint en Estil ging op weg naar het goud, totdat uit de achterhoede Jevgeni Dementjev snel naar voren kwam en als eerste over de finish ging.
| Rang   | Sporter(s)            | Land | Tijd      |
| ------ | --------------------- | ---- | --------- |
| Goud   | Jevgeni Dementjev     | RUS  | 1:17.00.8 |
| Zilver | Frode Estil           | NOR  | + 0.6     |
| Brons  | Pietro Piller Cottrer | ITA  | + 0.9     |
| 4      | Giorgio Di Centa      | ITA  | + 2.4     |
| 5      | Anders Södergren      | SWE  | + 3.5     |
| 6      | Vincent Vittoz        | FRA  | + 6.7     |
| 7      | Mikhail Botvinov      | AUT  | + 7.7     |
| 8      | Martin Bajcicak       | SVK  | + 7.9     |
| 9      | Maksim Odnodvortsev   | KAZ  | + 8.8     |
| 10     | Lukáš Bauer           | CZE  | + 9.3     |
| 11     | Markus Hasler         | LIE  | + 10.1    |
| 12     | Tobias Angerer        | GER  | + 11.7    |
| 13     | Ivan Babikov          | RUS  | + 16.4    |
| 14     | Jiří Magál            | CZE  | + 20.9    |
| 15     | Mathias Fredriksson   | SWE  | + 22.3    |

### 15 kilometer klassieke stijl
| Titelverdediger | Andrus Veerpalu | Estland |
| --------------- | --------------- | ------- |

In de hard vallende sneeuw vertrokken de langlaufers een voor een voor hun 15 kilometer in de klassieke stijl. Na 2,6 kilometer lag het eerste meetpunt. Van de 99 gestarte atleten zette de als 21e gestarte Kazach Aleksej Poltoranin verrassend een scherpe tijd neer. Stuk voor stuk kwamen de overige deelnemers niet aan de tijd van Poltoranin, zelfs de grote favorieten niet.
Poltoranin behield een flink deel van zijn snelheid en kwam ook bij het tweede meetpunt na 4.9 kilometer in een snelle tijd door. De favorieten voor het eremetaal hadden echter wel flink wat tijd goed gemaakt en een tweetal ging zelfs al onder de tijd door. Titelverdediger Andrus Veerpalu was 2 seconden sneller en Tobias Angerer had al een gat van 9 seconden geslagen. Achter Poltaranin volgden Lukas Bauer, Vasili Rotsjev en Johan Olsson op een kleine achterstand.
Bij het volgende meetpunt bleek Poltoranin compleet ingestort te zijn en kwam hij bij lange na niet meer voor in de top van het klassement. Veerpalu kwam wederom als snelste door. Bauer was echter wel enkele seconden ingelopen en volgde op iets meer dan 2 seconden op de tweede plaats. Angerer zakte weg naar plaats drie, terwijl Rotchev doorkwam als vierde. Vanuit de achterhoede kwam de Est Jaak Mae met flinke snelheid opzetten en kwam als zevende door op zo'n halve minuut van zijn landgenoot Veerpalu.
Waar Bauer terugkwam leek hij op weg naar het goud. Veerpalu plaatste in de laatste kilometers echter nog een versnelling en zodoende liep hij alleen maar meer uit op de concurrentie. Veerpalu verdedigde dan ook zijn titel. Jaak Mae was de volgende die over de finish kwam en op dat moment de tweede tijd in handen had. Vasili Rotsjev nam die plek echter van hem over en kon hopen op een medaille wanneer Bauer en/of Angerer in zouden storten in de slotkilometers. Bauer deed dat niet, maar kwam ook niet meer in de buurt van Veerpalu. Zijn tijd was goed genoeg voor het zilver. Angerer was op weg naar het brons en met nog 30 seconden te gaan om de tijd van Rotchev te verbeteren kwam hij aan op het laatste rechte stuk. Rotchev liep teleurgesteld weg en Angerer greep het brons.
| Rang   | Sporter(s)          | Land | Tijd     |
| ------ | ------------------- | ---- | -------- |
| Goud   | Andrus Veerpalu     | EST  | 38.01.3  |
| Zilver | Lukáš Bauer         | CZE  | + 14.5   |
| Brons  | Tobias Angerer      | GER  | + 19.2   |
| 4      | Vasili Rotsjev      | RUS  | + 23.1   |
| 5      | Jaak Mae            | EST  | + 33.9   |
| 6      | Johan Olsson        | SWE  | + 37.5   |
| 7      | Andreas Schlütter   | GER  | + 43.4   |
| 8      | Martin Tauber       | AUT  | + 48.2   |
| 9      | Sergej Novikov      | RUS  | + 1.13.7 |
| 10     | Sami Jauhojärvi     | FIN  | + 1.14.0 |
| 11     | Anders Södergren    | SWE  | + 1.15.8 |
| 12     | René Sommerfeldt    | GER  | + 1.15.9 |
| 13     | Fulvio Valbusa      | ITA  | + 1.17.5 |
| 14     | Mathias Fredriksson | SWE  | + 1.17.8 |
| 15     | Vincent Vittoz      | FRA  | + 1.26.0 |

### Sprint individueel 1,5 kilometer (vrije stijl)
| Titelverdediger | Tor Arne Hetland | Noorwegen |
| --------------- | ---------------- | --------- |

| Rang   | Sporter(s)           | Land | Tijd     |
| ------ | -------------------- | ---- | -------- |
|        | A-Finale             |      |          |
| Goud   | Björn Lind           | SWE  | 2.26.5   |
| Zilver | Roddy Darragon       | FRA  | + 0.6    |
| Brons  | Thobias Fredriksson  | SWE  | + 1.3    |
| 4      | Cristian Zorzi       | ITA  | + 5.2    |
|        | B-Finale             |      |          |
| 5      | Freddy Schwienbacher | ITA  | 2.23.9   |
| 6      | Loris Frasnelli      | ITA  | + 1.3    |
| 7      | Johan Kjølstad       | NOR  | + 1.7    |
| 8      | Anti Saarepuu        | EST  | + 4.0    |
|        | Halve finale         |      |          |
| 9      | Ola Vigen Hattestad  | NOR  | + 2.29.0 |
| 10     | Tor Arne Hetland     | NOR  | + 2.43.2 |
|        | Kwartfinale          |      |          |
| 11     | Jevgeni Kosjevoj     | KAZ  | + 2.20.7 |
| 12     | Janusz Krezelok      | POL  | + 2.21.6 |
| 13     | Sergej Novikov       | RUS  | + 2.21.9 |
| 14     | Vasili Rotsjev       | RUS  | + 2.22.0 |
| 15     | Yuichi Onda          | JPN  | + 2.22.3 |

### 50 kilometer vrije stijl (massastart)
| Titelverdediger | Michail Ivanov | Rusland |
| --------------- | -------------- | ------- |

| Rang   | Sporter(s)            | Land | Tijd      |
| ------ | --------------------- | ---- | --------- |
| Goud   | Giorgio Di Centa      | ITA  | 2.06.11.8 |
| Zilver | Jevgeni Dementjev     | RUS  | + 0.8     |
| Brons  | Mikhail Botwinov      | AUT  | + 0.9     |
| 4      | Emmanuel Jonnier      | FRA  | + 1.7     |
| 5      | Pietro Piller Cottrer | ITA  | + 2.2     |
| 6      | Anders Södergren      | SWE  | + 2.3     |
| 7      | Martin Koukal         | CZE  | + 3.1     |
| 8      | Jiří Magál            | CZE  | + 3.3     |
| 9      | Vincent Vittoz        | FRA  | + 4.6     |
| 10     | Mathias Fredriksson   | SWE  | + 5.3     |
| 11     | Jean Marc Gaillard    | FRA  | + 8.1     |
| 12     | Sergej Dolidovitsj    | BLR  | + 10.6    |
| 13     | Maksim Odnodvortsev   | KAZ  | + 11.6    |
| 14     | Martin Bajcicak       | SVK  | + 13.1    |
| 15     | Tord Asle Gjerdalen   | NOR  | + 14.4    |

### Teamsprint (klassieke stijl)
| Titelverdedigers | geen, nieuw op programma |
| ---------------- | ------------------------ |

Bij de tien gekwalificeerde combinaties in de finale zaten alle favorieten. In de halve finales deden zich dan ook niet tot nauwelijks verrassingen voor. In de finale werd al snel duidelijk welke combinaties de medailles zouden gaan verdelen, namelijk die van Rusland, Noorwegen en Zweden.
De Russen hadden de meeste moeite om het tempo bij te houden en moesten ook geregeld een gaatje laten vallen, waarna ze steeds weer terug konden keren bij de koplopers. De eerst loper van de Noren, Jens Aren Svartedal kreeg in een klimmetje in de gaten dat de eerste Zweedse lopen in de problemen kwam en zette de aanval in. Hij sloeg een gaatje dat de tweede loper Björn Lind moest dichten.
Ook na de volgende wissel ging Svartedal opnieuw in de aanval en sloeg hij wederom een gaatje, dat echter niet groot genoeg werd, waardoor Lind opnieuw terug kon komen bij Tor Arne Hetland. In de sprint bleek Lind de snelste en zorgde hij voor een Zweedse dubbelslag nadat even daarvoor de Zweedse vrouwen de dameswedstrijd hadden gewonnen.
| Rang   | Sporter(s)                              | Land | Tijd    |
| ------ | --------------------------------------- | ---- | ------- |
| Goud   | Thobias Fredriksson / Björn Lind        | SWE  | 17:02.9 |
| Zilver | Jens Arne Svartedal / Tor Arne Hetland  | NOR  | + 0.6   |
| Brons  | Ivan Alypov / Vasili Rotsjev            | RUS  | + 2.3   |
| 4      | Jens Filbrich / Andreas Schlütter       | GER  | + 11.1  |
| 5      | Keijo Kurttila / Lauri Pyykonen         | FIN  | + 18.6  |
| 6      | Nikolaj Tsjebotko / Jevgeni Kosjevoj    | KAZ  | + 22.2  |
| 7      | Maciej Kreczmer / Janusz Krężelok       | POL  | + 23.4  |
| 8      | Martin Bajčičák / Ivan Bátory           | SVK  | + 28.0  |
| 9      | Freddy Schwienbacher / Giorgio Di Centa | ITA  | + 28.4  |
| 10     | Dušan Kožíšek / Martin Koukal           | CZE  | + 46.7  |

### 4 x 10 kilometer estafette
| Titelverdedigers | Aukland, Estil, Skjeldal, Alsgaard | Noorwegen |
| ---------------- | ---------------------------------- | --------- |

| Rang   | Sporter(s)                                      | Land | Tijd      |
| ------ | ----------------------------------------------- | ---- | --------- |
| Goud   | Valbusa, Di Centa, Piller Cottrer, Zorzi        | ITA  | 1:43:45.7 |
| Zilver | Schlütter, Filbrich, Sommerfeldt, Angerer       | GER  | + 15.7    |
| Brons  | Larsson, Olsson, Södergren, M. Fredriksson      | SWE  | + 16.0    |
| 4      | Perrillat, Rousselet, Jonnier, Vittoz           | FRA  | + 37.1    |
| 5      | Svartedal, Hjelmeset, Estil, Hofstad            | NOR  | + 1.10.6  |
| 6      | Novikov, Rotsjev, Alypov, Dementjev             | RUS  | + 1.24.2  |
| 7      | Burgermeister, Stebler, Livers, Fischer         | SUI  | + 1.25.2  |
| 8      | Rehemaa, Veerpalu, Mae, Kokk                    | EST  | + 1.38.1  |
| 9      | Koukal, Bauer, Magál, Kožíšek                   | CZE  | + 2:17.6  |
| 10     | Jauhojärvi, Similae, Ohtonen, Kattilakoski      | FIN  | + 2:50.4  |
| 11     | Kershaw, Crooks, Jeffries, Grey                 | CAN  | + 4:30.2  |
| 12     | Freeman, Flora, Johnson, Swenson                | USA  | + 4:58.5  |
| 13     | Golovko, Eremenko, Odnodvortsev, Kosjevoj       | KAZ  | + 5:17.9  |
| 14     | Leybyuk, Olschanski, Putsko, Gumenyak           | UKR  | + 6:16.2  |
| 15     | Wan Xia, Geliang Li, Chengye Zhang, Qiung Zhang | CHN  | + 6:54.8  |

## Vrouwen

### 15 kilometer achtervolging
| Titelverdedigster | Beckie Scott | Canada |
| ----------------- | ------------ | ------ |

Aan de vooravond van de wedstrijd werd bekend dat de Duitse favoriete voor een medaille Evi Sachenbacher-Stehle niet mee mocht doen vanwege een te hoog hemaglobinegehalte in haar bloed. De Duitse kreeg een startverbod van vijf dagen opgelegd.
Een aantal kilometer na de start, nog in het klassieke gedeelte van de wedstrijd viel de grote favoriete Marit Bjørgen uit met maagklachten. Verder bleven alle favorieten lange tijd bij elkaar. Bij het wisselen van de ski's en de overstap naar de vrije stijl nam Kristina Šmigun de meeste tijd in beslag en kwam enigszins op achterstand te liggen.
Na een goede inspanning keerde Šmigun terug in de groep en ging voortdurend op kop lopen samen met de Tsjechische Kateřina Neumannová. De groep bleef lange tijd bij elkaar en ook de Noorse Kristin Størmer Steira liep regelmatig op kop.
Op twee kilometer van de finish liep Steira ook op kop, toen Neumannová de aanval inzette. Alleen Šmigun kon volgen en bleef vlak achter haar zitten. De twee sloegen al snel een enorm gat, waardoor duidelijk werd dat de eerste twee medailles vergeven waren. De Tsjechische zette als eerst de eindsprint in, maar Šmigun ging haar hard voorbij en won daarmee het goud.
| Rang   | Sporter(s)                  | Land | Tijd     |
| ------ | --------------------------- | ---- | -------- |
| Goud   | Kristina Šmigun             | EST  | 42.48.7  |
| Zilver | Kateřina Neumannová         | CZE  | + 1.9    |
| Brons  | Evgenia Medvedeva-Abruzova  | RUS  | + 14.5   |
| 4      | Kristin Størmer Steira      | NOR  | + 18.1   |
| 5      | Gabriella Paruzzi           | ITA  | + 30.2   |
| 6      | Beckie Scott                | CAN  | + 31.9   |
| 7      | Olga Saviola                | RUS  | + 35.0   |
| 8      | Justyna Kowalczyk           | POL  | + 36.9   |
| 9      | Julija Tchepalova           | RUS  | + 50.8   |
| 10     | Hilde Pedersen              | NOR  | + 51.8   |
| 11     | Petra Majdič                | SLO  | + 53.0   |
| 12     | Svetlana Malahova-Shishkina | KAZ  | + 1.11.3 |
| 13     | Riitta-Liisa Lassila        | FIN  | + 1.17.4 |
| 14     | Valentina Shevchenko        | UKR  | + 1.24.9 |
| 15     | Britta Norgren              | SWE  | + 1.29.3 |

### 10 kilometer klassieke stijl
| Titelverdedigster | Bente Skari | Noorwegen |
| ----------------- | ----------- | --------- |

Zilverenmedaillewinnares op de teamsprint Sara Renner begon uitstekend aan de 10 kilometer klassiek. Bij het meetpunt na 2.6 kilometer had zij al zes seconden voorsprong op de nummer twee aldaar, Marit Bjørgen. Kateřina Neumannová kwam als derde door, nog voor de verrassende Zweedse Britta Norgren die lange tijd aan de leiding ging.
Ook bij het tweede meetpunt na 6.2 kilometer was Renner nog altijd de snelste. Haar voorsprong was echter nog maar 0.2 seconden sneller dan de nummer twee Kristina Šmigun die was opgeklommen vanaf de zesde plaats na het eerste meetpunt. Bjørgen volgde op dat moment op 0.6 seconden van Šmigun op de derde plaats en zei had enkele seconden voorsprong op haar landgenote Kristin Størmer Steira.
Kristina Šmigun zette de turbo aan en tijdens het klimmetje vlak voor het derde meetpunt op 8.8 kilometer zorgde ze ervoor dat ze de concurrentie voorbij ging en ruim achter zich liet. Op dat punt volgde Kateřina Neumannová, opgeklommen naar de tweede plaats op bijna 23 seconden. Bjørgen en Steira volgden daar vlak achter. Renner was inmiddels al weggezakt naar de zevende plaats. In de tussentijd was de 41-jarige Hilde Pedersen opgeklommen naar de vijfde plaats.
Šmigun voelde en waande zich zeker van de overwinning en consolideerde haar voorsprong in de slotkilometers en kwam in de snelste tijd van de dag over de finish, waarmee ze haar tweede gouden medaille van de Spelen wist te winnen. Bjørgen was inmiddels voorbij de in elkaar gestorte Neumannová gegaan en wist na haar eerdere maagklachten de zilveren medaille te winnen. Het brons was weggelegd voor Hilde Pedersen, die met haar 41 jaar de oudste medaillewinnares op de Olympische Winterspelen ooit werd.
| Rang   | Sporter(s)                  | Land | Tijd     |
| ------ | --------------------------- | ---- | -------- |
| Goud   | Kristina Šmigun             | EST  | 27.51.4  |
| Zilver | Marit Bjørgen               | NOR  | + 21.3   |
| Brons  | Hilde Pedersen              | NOR  | + 22.6   |
| 4      | Kristin Størmer Steira      | NOR  | + 29.6   |
| 5      | Kateřina Neumannová         | CZE  | + 30.8   |
| 6      | Petra Majdič                | SLO  | + 30.9   |
| 7      | Aino Kaisa Saarinen         | FIN  | + 38.2   |
| 8      | Sara Renner                 | CAN  | + 41.6   |
| 9      | Virpi Kuitunen              | FIN  | + 1.00.0 |
| 10     | Viola Bauer                 | GER  | + 1.12.2 |
| 11     | Britta Norgren              | SWE  | + 1.15.7 |
| 12     | Kristin Murer Stemland      | NOR  | + 1.29.1 |
| 13     | Gabriella Paruzzi           | ITA  | + 1.32.6 |
| 14     | Svetlana Malahova-Shishkina | KAZ  | + 1.32.7 |
| 15     | Seraina Mischol             | SUI  | + 1.39.0 |

### Sprint individueel 1,5 kilometer (vrije stijl)
| Titelverdedigster | Julija Tchepalova | Rusland |
| ----------------- | ----------------- | ------- |

| Rang   | Sporter(s)        | Land | Tijd     |
| ------ | ----------------- | ---- | -------- |
|        | A-Finale          |      |          |
| Goud   | Chandra Crawford  | CAN  | 2.12.3   |
| Zilver | Claudia Künzel    | GER  | + 0.7    |
| Brons  | Alena Sidko       | RUS  | + 0.9    |
| 4      | Beckie Scott      | CAN  | + 2.4    |
|        | B-Finale          |      |          |
| 5      | Virpi Kuitunen    | FIN  | 2.18.1   |
| 6      | Ella Gjømle       | NOR  | + 0.1    |
| 7      | Arianna Follis    | ITA  | + 2.2    |
| 8      | Petra Majdič      | SLO  | + 3.4    |
|        | Halve finale      |      |          |
| 9      | Anna Dahlberg     | SWE  | + 2.18.9 |
| 10     | Kikkan Randall    | USA  | + 2.19.1 |
|        | Kwartfinale       |      |          |
| 11     | Britta Norgren    | SWE  | + 2.15.0 |
| 12     | Sara Renner       | CAN  | + 2.15.6 |
| 13     | Lina Andersson    | SWE  | + 2.16.0 |
| 14     | Olga Vasiljonok   | BLR  | + 2.16.6 |
| 15     | Julija Tchepalova | RUS  | + 2.16.7 |

### 30 kilometer vrije stijl (massastart)
| Titelverdedigster | Gabriella Paruzzi | Italië |
| ----------------- | ----------------- | ------ |

| Rang   | Sporter(s)              | Land | Tijd     |
| ------ | ----------------------- | ---- | -------- |
| Goud   | Kateřina Neumannová     | CZE  | 54.51.5  |
| Zilver | Julija Tchepalova       | RUS  | + 1.4    |
| Brons  | Justyna Kowalczyk       | POL  | + 2.1    |
| 4      | Kristin Størmer Steira  | NOR  | + 15.4   |
| 5      | Gabriella Paruzzi       | ITA  | + 35.4   |
| 6      | Claudia Künzel          | GER  | + 36.7   |
| 7      | Valentina Shevchenko    | UKR  | + 42.5   |
| 8      | Kristina Šmigun         | EST  | + 57.1   |
| 9      | Olga Savialova          | RUS  | + 1.03.1 |
| 10     | Sabina Valbusa          | ITA  | + 1.12.2 |
| 11     | Karine Philippot        | FRA  | + 1.40.7 |
| 12     | Arianna Follis          | ITA  | + 2.20.7 |
| 13     | Evi Sachenbacher-Stehle | GER  | + 2.50.4 |
| 14     | Petra Majdič            | SLO  | + 2.57.1 |
| 15     | Oxana Jatskaja          | KAZ  | + 3.05.1 |

### Teamsprint (klassieke stijl)
| Titelverdedigsters | geen, nieuw op programma |
| ------------------ | ------------------------ |

Voor het eerst in de historie van het Olympisch langlaufen stond de teamsprint op het programma. In de halve finales deden zich geen verrassingen voor, waardoor alle toplanden vanuit de World Cups aanwezig waren in de finale. Vier landen namen direct afstand van het veld met Duitsland dat als enige nog redelijk kon volgen.
De Noorse dames onder leiding van Marit Bjørgen waren de grote favorieten en namen vanaf het begin de leiding. De Zweedse, Finse en de Canadese vrouwen bleven echter goed bij. Halverwege de race brak een skistok van de Canadese Sara Renner, waardoor ze enigszins op achterstand kwam te liggen. Met speels gemak keerde na de wissel haar landgenote Beckie Scott terug bij de groep en begon op kop te lopen.
De Canadezen wisselden als eerst en Renner zette flink aan, met de Finse en Zweedse in haar rug. De Noorse Ella Gjømle kon niet volgen, waardoor er een definitief gat ontstond dat ook door Bjørgen niet meer goedgemaakt kon worden. Lina Andersson, Beckie Scott en Virpi Kuitunen stevenden af op de finish. De eindsprint werd gewonnen door Andersson die daarmee Zweden de eerste medaille van de Winterspelen 2006 bezorgde.
| Rang   | Sporter(s)                             | Land | Tijd     |
| ------ | -------------------------------------- | ---- | -------- |
| Goud   | Anna Dahlberg / Lina Andersson         | SWE  | 16:36.9  |
| Zilver | Sara Renner / Beckie Scott             | CAN  | + 0.6    |
| Brons  | Aino Kaisa Saarinen / Virpi Kuitunen   | FIN  | + 2.3    |
| 4      | Ella Gjømle / Marit Bjørgen            | NOR  | + 11.2   |
| 5      | Evi Sachenbacher-Stehle / Viola Bauer  | GER  | + 26.6   |
| 6      | Olga Moskalenko-Rotcheva / Alena Sidko | RUS  | + 31.6   |
| 7      | Arianna Follis / Gabriella Paruzzi     | ITA  | + 47.9   |
| 8      | Madoka Natsumi / Nobuko Fukuda         | JPN  | + 50.7   |
| 9      | Oxana Jatskaja / Elena Kolomina        | KAZ  | + 1:05.9 |
| 10     | Wendy Kay Wagner / Kikkan Randall      | USA  | + 1:28.0 |

### 4 x 5 kilometer estafette
| Titelverdedigsters | Henkel, Bauer, Künzel, Sachenbacher | Duitsland |
| ------------------ | ----------------------------------- | --------- |

Tijdens de estafette werden in eerste instantie voornamelijk de sprintkanonnen ingezet om een goede uitgangspositie voor het verdere verloop van de wedstrijd te creëren. Medaillewinnaressen Aino Kaisa Saarinen (Finland) en Anna Dahlberg (Zweden) lagen samen met de Noorse Kristin Størmer Steira en de verrassende Japanse Nobuko Fukuda aan de leiding. De Japanse nam zelfs de leiding in de groep en wisselde als eerste toen ze terug waren in het stadion.
In de tweede omloop waren het de Finse Virpi Kuitunen, de Noorse Hilde Pedersen die samen de leiding namen. Japan en Zweden zakten naar respectievelijk de tiende en zesde positie. Uiteindelijk ontstond er een kopgroep van drie aangezien de Duitse Viola Bauer het gat naar de twee leidsters kon overbruggen. Het verschil met de nummer 4 Italië bedroeg zo'n 6 seconden.
Zes landen kwamen bij elkaar tijdens de derde ronde, zodat de slotronde een spannende aangelegenheid leek te worden. De reeds leidende landen, Finland, Noorwegen en Duitsland werden vergezeld door Zweden, Italië en het door Julija Tchepalova teruggebrachte Rusland. De Duitse Evi Sachenbacher-Stehle zette op het klimmetje aan het eind van de ronde een aanval in en creëerde een gat voordat de laatste wissel plaatsvond. Kristin Murer Stemland (Noorwegen), Britta Norgren (Zweden) en de reeds genoemde Julija Tchepalova waren de enigen die enigszins konden volgen, maar het verschil liep op naar 12 seconden bij de wissel. Italië en Finland haakten af aangezien zij een nog grotere achterstand opliepen.
Claudia Künzel was de laatste troef voor Duitsland en leek ongestoord op de gouden medaille af te gaan. Halverwege het parcours had ze nog altijd 10 seconden voorsprong. Toch kwamen de achterliggers terug, mede dankzij een forse inspanning van Evgenia Medvedeva-Abruzova. De Russin liep lange tijd op kop en was de eerste die Künzel bijhaalde. Zweden en Noorwegen sloten aan en ook Italië dat dankzij Sabina Valbusa de achterstand had goed gemaakt. Vijf landen streden derhalve om drie beschikbare medailles, toen Medvedeva-Abruzova de aanval inzette op het klimmetje. De Noorse Marit Bjørgen was verrassend de eerste die het tempo niet kon volgen.
Na een tempoversnelling van Medvedeva-Abruzova kon alleen de Zweedse Anna Karin Strömstedt nog volgen, maar in de afdaling moest ook zij de Russin laten gaan. Ze werd niet meer bijgehaald en won het goud. Zweden, Italië en Duitsland waren verwikkeld in een eindsprint voor de overige medailles, welke gewonnen werd door Claudia Künzel, waardoor Duitsland het zilver won. Sabina Valbusa won de sprint van Anna Karin Strömstedt waarmee het thuisland de laatste medaille in de wacht sleepte.
| Rang   | Sporter(s)                                 | Land | Tijd     |
| ------ | ------------------------------------------ | ---- | -------- |
| Goud   | Baranova, Koerkina, Tchepalova, Medvedeva  | RUS  | 54:47.7  |
| Zilver | Böhler, Bauer, Sachenbacher, Künzel        | GER  | + 10.0   |
| Brons  | Follis, Paruzzi, Confortola, Valbusa       | ITA  | + 11.0   |
| 4      | Dahlberg, Ek, Norgren, Strömstedt          | SWE  | + 12.6   |
| 5      | Steira, Pedersen, Stemland, Bjørgen        | NOR  | + 34.1   |
| 6      | Balatkova, Rajdlova, Janeckova, Neumannová | CZE  | + 58.6   |
| 7      | Saarinen, Kuitunen, Lassila, Venalainen    | FIN  | + 1.08.1 |
| 8      | Grygorenko, Zavalij, Jakimchuk, Shevchenko | UKR  | + 1.48.6 |
| 9      | Perrillat, Philippot, Storti, Vina         | FRA  | + 1:53.7 |
| 10     | Theriault, Renner, Ammar, Scott            | CAN  | + 2:02.1 |
| 11     | Mischol, Rochat, Leonardi, Boner           | SUI  | + 2:04.7 |
| 12     | Fukada, Ishida, Yokoyama, Natsumi          | JPN  | + 2:10.1 |
| 13     | Jatskaja, Voloshenko, Kolomina, Malahova   | KAZ  | + 3:05.2 |
| 14     | Wagner, Randall, Konrad, Dussault          | USA  | + 3:10.7 |
| 15     | Sannikova, Korolik, Rudakova, Vasiljonok   | BLR  | + 3:31.8 |

## Medaillespiegels

### Landen
| Rang   | Land       | Goud | Zilver | Brons | Totaal |
| ------ | ---------- | ---- | ------ | ----- | ------ |
| 1      | Zweden     | 3    | 0      | 2     | 5      |
| 2      | Estland    | 3    | 0      | 0     | 3      |
| 3      | Rusland    | 2    | 2      | 3     | 7      |
| 4      | Italië     | 2    | 0      | 2     | 4      |
| 5      | Tsjechië   | 1    | 2      | 0     | 3      |
| 6      | Canada     | 1    | 1      | 0     | 2      |
| 7      | Duitsland  | 0    | 3      | 1     | 4      |
| 7      | Noorwegen  | 0    | 3      | 1     | 4      |
| 9      | Frankrijk  | 0    | 1      | 0     | 1      |
| 10     | Oostenrijk | 0    | 0      | 1     | 1      |
| 10     | Finland    | 0    | 0      | 1     | 1      |
| 10     | Polen      | 0    | 0      | 1     | 1      |
| Totaal | Totaal     | 12   | 12     | 12    | 36     |

### Atleten
| Rang | Atleet                     | Land | Goud | Zilver | Brons | Totaal |
| ---- | -------------------------- | ---- | ---- | ------ | ----- | ------ |
| 1    | Giorgio Di Centa           | ITA  | 2    | 0      | 0     | 2      |
| 1    | Björn Lind                 | SWE  | 2    | 0      | 0     | 2      |
| 1    | Kristina Šmigun            | EST  | 2    | 0      | 0     | 1      |
| 4    | Jevgeni Dementjev          | RUS  | 1    | 1      | 0     | 2      |
| 4    | Kateřina Neumannová        | CZE  | 1    | 1      | 0     | 2      |
| 4    | Julija Tchepalova          | RUS  | 1    | 1      | 0     | 2      |
| 7    | Thobias Fredriksson        | SWE  | 1    | 0      | 1     | 2      |
| 7    | Evgenia Medvedeva-Abruzova | RUS  | 1    | 0      | 1     | 2      |
| 7    | Pietro Piller Cottrer      | ITA  | 1    | 0      | 1     | 2      |
| 10   | Lina Andersson             | SWE  | 1    | 0      | 0     | 1      |
| 10   | Natalia Baranova-Masolkina | RUS  | 1    | 0      | 0     | 1      |
| 10   | Chandra Crawford           | CAN  | 1    | 0      | 0     | 1      |
| 10   | Anna Dahlberg              | SWE  | 1    | 0      | 0     | 1      |
| 10   | Larisa Koerkina            | RUS  | 1    | 0      | 0     | 1      |
| 10   | Fulvio Valbusa             | ITA  | 1    | 0      | 0     | 1      |
| 10   | Andrus Veerpalu            | EST  | 1    | 0      | 0     | 1      |
| 10   | Cristian Zorzi             | ITA  | 1    | 0      | 0     | 1      |
| 18   | Claudia Künzel             | GER  | 0    | 2      | 0     | 2      |
| 19   | Tobias Angerer             | GER  | 0    | 1      | 1     | 2      |
| 20   | Lukas Bauer                | CZE  | 0    | 1      | 0     | 1      |
| 20   | Viola Bauer                | GER  | 0    | 1      | 0     | 1      |
| 20   | Marit Bjørgen              | NOR  | 0    | 1      | 0     | 1      |
| 20   | Stefanie Böhler            | GER  | 0    | 1      | 0     | 1      |
| 20   | Roddy Darragon             | FRA  | 0    | 1      | 0     | 1      |
| 20   | Frode Estil                | NOR  | 0    | 1      | 0     | 1      |
| 20   | Jens Filbrich              | GER  | 0    | 1      | 0     | 1      |
| 20   | Tor Arne Hetland           | NOR  | 0    | 1      | 0     | 1      |
| 20   | Sara Renner                | CAN  | 0    | 1      | 0     | 1      |
| 20   | Evi Sachenbacher-Stehle    | GER  | 0    | 1      | 0     | 1      |
| 20   | Andreas Schlütter          | GER  | 0    | 1      | 0     | 1      |
| 20   | Beckie Scott               | CAN  | 0    | 1      | 0     | 1      |
| 20   | René Sommerfeldt           | GER  | 0    | 1      | 0     | 1      |
| 20   | Jens Arne Svartedal        | NOR  | 0    | 1      | 0     | 1      |
| 34   | Ivan Alypov                | RUS  | 0    | 0      | 1     | 1      |
| 34   | Mikhail Botwinov           | AUT  | 0    | 0      | 1     | 1      |
| 34   | Antonella Confortola       | ITA  | 0    | 0      | 1     | 1      |
| 34   | Arianna Follis             | ITA  | 0    | 0      | 1     | 1      |
| 34   | Mathias Fredriksson        | SWE  | 0    | 0      | 1     | 1      |
| 34   | Justyna Kowalczyk          | POL  | 0    | 0      | 1     | 1      |
| 34   | Virpi Kuitunen             | FIN  | 0    | 0      | 1     | 1      |
| 34   | Mats Larsson               | SWE  | 0    | 0      | 1     | 1      |
| 34   | Johan Olsson               | SWE  | 0    | 0      | 1     | 1      |
| 34   | Gabriella Paruzzi          | ITA  | 0    | 0      | 1     | 1      |
| 34   | Hilde Pedersen             | NOR  | 0    | 0      | 1     | 1      |
| 34   | Vasili Rotsjev             | RUS  | 0    | 0      | 1     | 1      |
| 34   | Aino Kaisa Saarinen        | FIN  | 0    | 0      | 1     | 1      |
| 34   | Alena Sidko                | RUS  | 0    | 0      | 1     | 1      |
| 34   | Anders Södergren           | SWE  | 0    | 0      | 1     | 1      |
| 34   | Sabina Valbusa             | ITA  | 0    | 0      | 1     | 1      |

Chamonix 1924 · 
St. Moritz 1928 · 
Lake Placid 1932 · 
Garmisch-Partenkirchen 1936 · 
St. Moritz 1948 · 
Oslo 1952 · 
Cortina d'Ampezzo 1956 · 
Squaw Valley 1960 · 
Innsbruck 1964 · 
Grenoble 1968 · 
Sapporo 1972 · 
Innsbruck 1976 · 
Lake Placid 1980 · 
Sarajevo 1984 · 
Calgary 1988 · 
Albertville 1992 · 
Lillehammer 1994 · 
Nagano 1998 · 
Salt Lake City 2002 · 
Turijn 2006 · 
Vancouver 2010 · 
Sotsji 2014 · 
Pyeongchang 2018 · 
Peking 2022 
Lijst van olympische medaillewinnaars
Alpineskiën · Biatlon · Bobsleeën · Curling · Freestyleskiën · Kunstrijden · Langlaufen · Noordse combinatie · Rodelen · Schaatsen · Schansspringen · Shorttrack · Skeleton · Snowboarden · IJshockey